# ジョージア電力
ジョージア電力（ジョージアでんりょく、Georgia Power）は、アメリカ合衆国の電力会社である。ジョージア州アトランタに本社を置いている。ジョージア鉄道電力 (Georgia Railway and Power Company) として創業し、1902年にアトランタ市内で路面電車の操業を開始した。
ジョージア電力は大手電力持株会社サザン・カンパニーが保有する4大電力会社の一つである。ジョージア電力の顧客は225万人超であり、ジョージア州159郡のうち155郡に電力を供給している。ジョージア電力は州全体で約9000人の従業員を雇用している。ジョージア電力の本社ビルはアトランタの中心街に位置している。
2006年、サザン・カンパニーの子会社であったサバンナ電気電力を吸収合併。

## 歴史
ジョージア電力はもともと、ジョージア鉄道電力として1902年に設立された。アトランタの路面電車の運行が主たる事業内容であった。今日、その鉄道事業はアトランタ総合路面鉄道へと継承されている。1930年代、ジョージア電力は「トゥー・ベルズ」という無料の会報を、路面電車内で配布し始めた。この会報は1960年代にバス会社アトランタ・トランジットへと継承されている。ジョージア電力は1937年から1950年まで、トロリーバスの運行も行っていた。路線は最大期には31系統あり、アメリカ最大のトロリーバス網を形成した。1950年のストライキの後、トロリーバス事業もまたアトランタ・トランジットに引き継がれた。
ジョージア電力は、アトランタのすぐ北部にあるモーガン・フォールズ・ダムから、はるか遠く北ジョージア山地にあるタルラ川に至る地域まで、多くのダムを所有している。ジョージア電力によるダムは、バートン湖、シード湖、ラブン湖、タルラ・フォールズ湖、ツガロ湖、そしてヨナー湖を形成している。ツガロ湖とヨナー湖はジョージア州とサウスカロライナ州の州境にあるタガロオ川に作られている。

## 石炭火力発電
ジョージア電力はジョージア州モンロー郡にあるロバート・W・シェラー発電所を管理している。ナチュラル・ヒストリー・マガジンによると2006年現在、シェラー発電所はアメリカ合衆国において1カ所で最も多く二酸化炭素を排出している場所である。また2007年11月、アメリカのシンクタンク「世界開発センター」はシェラー発電所を、世界において最も多く二酸化炭素を排出している発電所として、第20位にリストした。全世界における二酸化炭素排出源の上位25カ所に入った、アメリカ合衆国で唯一の発電所であった。

### 送電システム
ジョージア電力は115,000ボルト、230,000ボルト、500,000ボルトの3種類の電圧による送電線を使用している。 ジョージア電力は北隣のテネシー川流域開発公社、西隣の姉妹会社アラバマ電力、東隣のスキャナおよびデューク・エナジー、姉妹会社のガルフ・パワー、フロリダ・パワーライト、プログレス・エナジー、そして南隣のフロリダ州タラハシー市と相互接続している。

### 再生可能エネルギーへの移行
ジョージア電力は州の公共委員会に対して、石炭を燃料とするミッチェル発電所を木質燃料に転換する提案を行った。承認が得られた場合、2011年より改修が開始され、2012年中旬にバイオ燃料設備の稼働開始が見込まれた。96メガワットのバイオマス設備の稼働には、オールバニの周辺160キロメートル圏内の余剰木材を収集する必要があった。しかしながら2014年、ジョージア電力は公共委員会の承認が取り消されたことを発表。2015年4月に操業を停止した。

## 発電設備
ジョージア電力は合計で44カ所の発電所を所有・運営している。構成は水力発電所、化石燃料発電所、そして原子力発電所である。ジョージア電力の顧客は225万人超であり、ジョージア州159郡のうち155郡に電力を供給している。

### 水力発電所
| 名称                                           | 所在地               | 総出力     |
| ---------------------------------------------- | -------------------- | ---------- |
| Barnett Shoals Hydroelectric Generating Plant  | アセンズ             | 2,800 kW   |
| Bartletts Ferry Hydroelectric Generating Plant | コロンバス           | 173,000 kW |
| Burton Hydroelectric Generating Plant          | クレイトン           | 6,120 kW   |
| Estatoah Hydroelectric Generating Plant        | マウンテンシティ     | 240 kW     |
| Flint River Hydroelectric Generating Plant     | オールバニ           | 5,400 kW   |
| Goat Rock Hydroelectric Generating Plant       | コロンバス           | 38,600 kW  |
| Langdale Hydroelectric Generating Plant        | ウェストポイント     | 1,040 kW   |
| Lloyd Shoals Hydroelectric Generating Plant    | ジャクソン           | 14,400 kW  |
| Morgan Falls Hydroelectric Generating Plant    | サンディスプリングス | 16,800 kW  |
| Nacoochee Hydroelectric Generating Plant       | クレイトン           | 4,800 kW   |
| North Highlands Hydroelectric Generating Plant | コロンバス           | 29,600 kW  |
| Oliver Dam Hydroelectric Generating Plant      | コロンバス           | 60,000 kW  |
| Riverview Hydroelectric Generating Plant       | ウェストポイント     | 480 kW     |
| Rocky Mountain Hydroelectric Generating Plant  | ローム               | 215,256 kW |
| Sinclair Dam Hydroelectric Generating Plant    | イートントン         | 45,000 kW  |
| Tallulah Falls Hydroelectric Generating Plant  | タルラ・フォールズ   | 72,000 kW  |
| Terrora Hydroelectric Generating Plant         | タルラ・フォールズ   | 16,000 kW  |
| Tugalo Hydroelectric Generating Plant          | レイクモント         | 45,000 kW  |
| Wallace Dam Hydroelectric Generating Plant     | イートントン         | 321,300 kW |
| Yonah Hydroelectric Generating Plant           | レイクモント         | 22,500 kW  |

### 化石燃料発電所
| 名称                                                                        | 所在地           | 炉数 | 総出力       |
| --------------------------------------------------------------------------- | ---------------- | ---- | ------------ |
| Bowen Steam-Electric Generating Plant (Plant Bowen)                         | カーターズビル   | 4    | 3,160,000 kW |
| Harllee Branch Jr. Steam-Electric Generating Plant (Plant Branch) (CLOSED)  | イートントン     | 4    | 1,539,700 kW |
| William P. Hammond Steam-Electric Generating Plant                          | ローム           | 4    | 800,000 kW   |
| Kraft Steam-Electric Generating Plant                                       | サバンナ         | 4    | 281,136 kW   |
| John J. McDonough Steam-Electric Generating Plant                           | スミュルナ       | 2    | 490,000 kW   |
| McIntosh Steam-Electric Generating Plant                                    | サバンナ         | 9    | 810,000 kW   |
| McIntosh Combined Cycle Plant                                               | リンコン         | 2    | 1,240,000 kW |
| Clifford Braswall McManus Steam-Electric Generating Plant                   | ブランズウィック | 2    | 596,000 kW   |
| W. E. Mitchell Steam-Electric Generating Plant (31°26'41.13"N, 84°8'2.34"W) | オールバニ       | 4    | 243,000 kW   |
| Robins Steam-Electric Generating Plant                                      | ワーナーロビンズ | 2    | 166,000 kW   |
| Robert W. Scherer Steam-Electric Generating Plant (Plant Scherer)           | ジュリエット     | 4    | 3,272,000 kW |
| Wansley Steam-Electric Generating Plant (Plant Wansley)                     | カロルトン       | 2    | 951,872 kW   |
| Allen B. Wilson Combustion Turbine Plant                                    | ウェーンズバロ   |      | 354,100 kW   |
| Eugene A. Yates Steam-Electric Generating Plant                             | ニューナン       | 7    | 1,250,000 kW |

### 原子力発電所
| 名称                               | 所在地         | 炉数 | 総出力       |
| ---------------------------------- | -------------- | ---- | ------------ |
| Vogtle Electric Generating Plant   | ウェーンズバロ | 2    | 2,430,000 kW |
| Edwin I. Hatch Nuclear Power Plant | バックスリー   | 2    | 1,726,000 kW |